# Chrześcijański i Misyjny Sojusz
Chrześcijański i Misyjny Sojusz (ang.: Christian and Missionary Alliance) –   ewangeliczna denominacja protestancka, założona w 1887 roku przez kanadyjskiego kaznodzieję i teologa Alberta Benjamina Simpson.
W 2009 roku kościół liczył ponad 432 tysiące wiernych w 2021 kościołach w USA. Prawie 130 tysięcy wiernych w ponad 430 kościołach znajduje się w Kanadzie. Na całym świecie Chrześcijański i Misyjny Sojusz liczy ponad 4,9 miliona wyznawców (w tym ponad 2,9 mln ochrzczonych członków), w 13 783 kościołach. 
Jednym z najbardziej znanych duchownych kościoła jest Aiden Wilson Tozer.
| Rozwój Chrześcijańskiego i Misyjnego Sojuszu w USA |                 |               |
| Rok                                                | Liczba wiernych | Liczba zborów |
| 1990                                               | 279 207         | 1856          |
| 1995                                               | 307 366         | 1957          |
| 2000                                               | 364 949         | 1959          |
| 2005                                               | 429 760         | 2004          |
| 2010                                               | 436 428         | 2042          |